# Mizonocara robusta
Mizonocara robusta är en insektsart som beskrevs av Leo L. Mishchenko 1947. Mizonocara robusta ingår i släktet Mizonocara och familjen gräshoppor. Inga underarter finns listade i Catalogue of Life.